# Critérium Neige et Glace 1972
Critérium Neige et Glace 1972 (19. Critérium Neige et Glace) – 19 edycja rajdu samochodowego Critérium Neige et Glace rozgrywanego we Francji. Rozgrywany był od 19 do 20 lutego 1972 roku. Była to trzecia runda Rajdowych Mistrzostw Europy w roku 1972 oraz runda Rajdowych Mistrzostw Francji.

## Klasyfikacja rajdu
| Miejsce                                          | Kierowca                                         | Pilot                                            | Samochód                                         | Czas                                             | Strata                                           |                                                  |
| Klasyfikacja generalna, ERC i mistrzostw Francji | Klasyfikacja generalna, ERC i mistrzostw Francji | Klasyfikacja generalna, ERC i mistrzostw Francji | Klasyfikacja generalna, ERC i mistrzostw Francji | Klasyfikacja generalna, ERC i mistrzostw Francji | Klasyfikacja generalna, ERC i mistrzostw Francji | Klasyfikacja generalna, ERC i mistrzostw Francji |
| ------------------------------------------------ | ------------------------------------------------ | ------------------------------------------------ | ------------------------------------------------ | ------------------------------------------------ | ------------------------------------------------ | ------------------------------------------------ |
| 1.                                               | Bernard Darniche                                 | Alain Mahé                                       | Alpine-Renault A110 1800                         | 3:20:08.3                                        | 0.0                                              |                                                  |
| 2.                                               | Jean-Pierre Nicolas                              | Jean Todt                                        | Alpine-Renault A110 1800                         | 3:23:11.1                                        | +3:02.8                                          |                                                  |
| 3.                                               | Bernard Fiorentino                               | Maurice Gélin                                    | Simca CG MC 2200 Spider                          | 3:33:31.3                                        | +13:23.0                                         |                                                  |
| 4.                                               | Bob Neyret                                       | Jacques Terramorsi                               | Alpine-Renault A110 1600                         | 3:37:50.3                                        | +17:42.0                                         |                                                  |
| 5.                                               | Guy Chasseuil                                    | Christian Baron                                  | Ford Capri 2600                                  | 3:38:57.3                                        | +18:49.0                                         |                                                  |
| 6.                                               | Michel Jullien                                   | Bernard Pellegrin                                | Alpine-Renault A110 1600                         | 3:39:33.1                                        | +19:24.8                                         |                                                  |
| 7.                                               | Jean Ragnotti                                    | Jacques Coche                                    | Opel Ascona 1.9                                  | 3:41:28.3                                        | +21:20.0                                         |                                                  |
| 8.                                               | Claude Charpentier                               | André Pierre                                     | Renault 12 Gordini                               | 3:42:52.2                                        | +22:43.9                                         |                                                  |
| 9.                                               | J.C. Court-Payen                                 | M. Del Negri                                     | Opel Kadett                                      | 3:52:35.3                                        | +32:27.0                                         |                                                  |
| 10.                                              | Claude Laurent                                   | Christian Delferier                              | DAF 55                                           | 3:54:14.1                                        | +34:05.8                                         |                                                  |